# Tân Thịnh, thành phố Thái Nguyên
Tân Thịnh là một phường thuộc thành phố Thái Nguyên, tỉnh Thái Nguyên, Việt Nam.

## Địa lý
Phường Tân Thịnh nằm ở khu vực trung tâm thành phố Thái Nguyên, có vị trí địa lý:
- Phía đông giáp phường Đồng Quang và phường Quang Trung
- Phía tây giáp xã Quyết Thắng
- Phía nam giáp phường Tân Lập và phường Thịnh Đán
- Phía bắc giáp phường Quang Trung và xã Quyết Thắng.

Phường Tân Thịnh có diện tích 3,63 km², dân số năm 2004 là 4.822 người, mật độ dân số đạt 1.328 người/km².

## Lịch sử
Địa bàn phường Tân Thịnh hiện nay trước đây thuộc xã Thịnh Đán, huyện Đồng Hỷ.
Ngày 2 tháng 4 năm 1985, Hội đồng Bộ trưởng ban hành quyết định số 102-HĐBT. Theo đó, xã Thịnh Đán thuộc huyện Đồng Hỷ được sáp nhập vào thành phố Thái Nguyên.
Ngày 8 tháng 4 năm 1985, Hội đồng Bộ trưởng ban hành Quyết định số 109-HĐBT thành lập phường Tân Thịnh trên cơ sở 704 ha diện tích tự nhiên thuộc các xóm Na Ranh, Lăng Cả, Tân Dược, Hồng Phong, Phúc Tiến, Phúc Thái, Tân Lập của xã Thịnh Đán.
Ngày 13 tháng 2 năm 1987, thành lập phường Tân Lập trên cơ sở một phần diện tích và dân số của phường Tân Thịnh.
Ngày 9 tháng 1 năm 2004, tách 466,95 ha diện tích tự nhiên và 7,866 người của phường Tân Thịnh để thành lập phường Thịnh Đán. Phường Tân Thịnh còn lại 363,35 ha diện tích tự nhiên và 4.822 người.
Đến năm 2019, phường Tân Thịnh được chia thành 20 tổ dân phố, đánh số từ 1 tới 20.
Ngày 11 tháng 12 năm 2019, sáp nhập tổ dân phố 2 vào tổ dân phố 1, sáp nhập hai tổ dân phố 3 và 4 thành tổ dân phố 2, sáp nhập tổ dân phố 7 và một phần của hai tổ dân phố 6, 10 thành tổ dân phố 3, sáp nhập tổ dân phố 5 và phần còn lại của tổ dân phố 6 thành tổ dân phố 4, sáp nhập phần còn lại của tổ dân phố 10 và một phần tổ dân phố 11 thành tổ dân phố 5, sáp nhập tổ dân phố 12 và phần còn lại của tổ dân phố 11 thành tổ dân phố 6, sáp nhập hai tổ dân phố 8 và 9 thành tổ dân phố 7, sáp nhập tổ dân phố 13 và một phần tổ dân phố 15 thành tổ dân phố 8, sáp nhập hai tổ dân phố 14 và 20 thành tổ dân phố 9, sáp nhập phần còn lại của tổ dân phố 15 và một phần tổ dân phố 19 thành tổ dân phố 10, sáp nhập tổ dân phố 18 và phần còn lại của tổ dân phố 19 thành tổ dân phố 11, sáp nhập hai tổ dân phố 16 và 17 thành tổ dân phố 12.

## Hành chính
Phường Tân Thịnh được chia thành 12 tổ dân phố: 1, 2, 3, 4, 5, 6, 7, 8, 9, 10, 11, 12.

## Kinh tế - xã hội
Trên địa bàn phường Tân Thịnh có một số tuyến đường lớn như đường Quang Trung (tỉnh lộ 260) và đường Thống Nhất (quốc lộ 3) chạy qua. Nhiều cơ quan cũng đặt trụ sở tại phường Tân Thịnh như trụ sở Đại học Thái Nguyên, khoa Quốc tế của Đại học Thái Nguyên, phân hiệu Thái Nguyên của trường Trường Đại học Công nghệ Giao thông Vận tải, Bệnh viện Lao Thái Nguyên.